# Eudejeania pseudopyrrhopoda
Eudejeania pseudopyrrhopoda är en tvåvingeart som först beskrevs av Blanchard 1941.  Eudejeania pseudopyrrhopoda ingår i släktet Eudejeania och familjen parasitflugor. Inga underarter finns listade i Catalogue of Life.